# 吳嗣爵
吳嗣爵（1705年—1779年），字尊一，號樹屏，浙江杭州府錢塘縣人，清朝政治人物。

## 生平
雍正七年（1729年）己酉科浙江鄉試舉人，八年（1730年）庚戌科三甲第八十七名進士。授禮部精膳司主事，改吏部文選司主事，升吏部考功司員外郎、吏部文選司郎中，乾隆六年（1741年）任常州府知府，調保寧府知府，同年任湖北學政，九年（1744年）任福建學政，十三年（1748年）任淮安府知府，同年任淮揚海道，十六年（1751年）改兩淮鹽運使，十八年（1753年）丁母憂，乾隆帝諭其告假兩月治喪，其後在任守制，二十二年（1757年）升江蘇按察使，同年升江蘇布政使，二十五年（1760年）奏請減免江南三十五州縣積欠口糧，謫徐州府宿虹河務同知，三十三年（1768年）任江南河道總督，四十一年（1776年）升吏部右侍郎，四十二年（1777年）致仕歸里，四十四年（1779年）卒。

## 家族
祖父吳之錡，康熙三十九年（1700年）庚辰科進士；父吳岱齡。子吳瑍、吳珖、吳璥（吏部尚書）。

## 延伸阅读
[在维基数据编辑]
 《清史稿·卷325》，出自趙爾巽《清史稿》